# Élections législatives de 1986 dans le Pas-de-Calais
Les élections législatives françaises de 1986 ont lieu le 16 mars 1986. Dans le département du Pas-de-Calais, quatorze députés sont à élire dans le cadre d'un scrutin proportionnel par liste départementale à un seul tour.

## Élus
| Député élu                       |  | Parti       |
| -------------------------------- |  | ----------- |
| Roland Huguet                    |  | PS          |
| Guy Lengagne                     |  | PS          |
| Jean-Pierre Kucheida             |  | PS          |
| Jacques Mellick                  |  | PS          |
| André Delehedde                  |  | PS          |
| Marcel Wacheux                   |  | PS          |
| Jean-Paul Delevoye               |  | RPR         |
| Yvan Blot                        |  | RPR         |
| Jacques Hersant                  |  | CNIP        |
| Rémy Auchedé                     |  | PCF         |
| Jean-Jacques Barthe              |  | PCF         |
| Philippe Vasseur                 |  | UDF (PR)    |
| Léonce Deprez                    |  | DVD (ex-PR) |
| François Porteu de La Morandière |  | FN          |

## Positionnement des partis
Neuf listes sont en présence dans le département du Pas-de-Calais.
La liste de la majorité socialiste sortante, sous l'appellation « Pour une majorité de progrès avec le président de la République », est conduite par Roland Huguet, député sortant de la 8e circonscription, président du conseil général (élu dans le canton de Norrent-Fontes) et maire d'Isbergues. Celle du Parti communiste, « pour la défense des intérêts du Pas-de-Calais », est dirigée par Rémy Auchedé, conseiller municipal de Billy-Berclau et celle des Verts par Michelle Trouvilliez.
L'opposition de droite part quant à elle divisée puisque le Rassemblement pour la République présente sa propre liste d'« Union pour le renouveau du Pas-de-Calais » emmenée par Jean-Paul Delevoye, conseiller général et maire de Bapaume, et que l'Union pour la démocratie française soutient deux listes, l'une conduite par Philippe Vasseur – dont le parachutage est mal perçu par les élus locaux centristes – et l'autre par Léonce Deprez, maire du Touquet.
Enfin, on compte deux listes d'extrême droite, celle du Front national dite de « Rassemblement national » dirigée par François Porteu de La Morandière et celle du « Rassemblement indépendant » par Guy Cannie, et une liste d'extrême gauche du Mouvement pour un parti des travailleurs emmenée par Michel Schapman.

## Résultats

### Résultats à l'échelle du département
| Liste Parti politique | Liste Parti politique                                                                              | Tête de liste                    | Tour unique | Tour unique | Sièges |
| Liste Parti politique | Liste Parti politique                                                                              | Tête de liste                    | Voix        | %           | Sièges |
| --------------------- | -------------------------------------------------------------------------------------------------- | -------------------------------- | ----------- | ----------- | ------ |
|                       | Pour une majorité de progrès avec le président de la République Parti socialiste (MRG)             | Roland Huguet                    | 261 772     | 34,35       | 6      |
|                       | Union pour le renouveau du Pas-de-Calais Rassemblement pour la République (CNI)                    | Jean-Paul Delevoye               | 127 456     | 16,73       | 3      |
|                       | Liste PCF pour la défense des intérêts du Pas-de-Calais Parti communiste français                  | Rémy Auchedé                     | 126 180     | 16,56       | 2      |
|                       | Liste UDF pour le Pas-de-Calais Union pour la démocratie française (PR - CDS)                      | Philippe Vasseur                 | 76 181      | 10,00       | 1      |
|                       | Union pour le Pas-de-Calais Divers droite (ex-Parti républicain)                                   | Léonce Deprez                    | 70 491      | 9,25        | 1      |
|                       | Rassemblement national Front national                                                              | François Porteu de La Morandière | 59 652      | 7,83        | 1      |
|                       | Les Verts Pas-de-Calais Écologie Les Verts                                                         | Michelle Trouvilliez             | 25 449      | 3,34        | 0      |
|                       | Rassemblement indépendant Extrême droite                                                           | Guy Cannie                       | 7 485       | 0,98        | 0      |
|                       | Mouvement pour un parti des travailleurs Extrême gauche (Mouvement pour un parti des travailleurs) | Michel Schapman                  | 7 255       | 0,95        | 0      |
|                       | |                                  |             |             |        |
| Inscrits              | Inscrits                                                                                           | Inscrits                         | 977 007     | 100,00      | 14     |
| Abstentions           | Abstentions                                                                                        | Abstentions                      | 178 333     | 18,25       |        |
| Votants               | Votants                                                                                            | Votants                          | 798 674     | 81,75       |        |
| Blancs et nuls        | Blancs et nuls                                                                                     | Blancs et nuls                   | 36 753      | 4,60        |        |
| Exprimés              | Exprimés                                                                                           | Exprimés                         | 761 921     | 95,40       |        |

### Listes complètes en présence
| Liste Étiquette politique (partis et alliances) | Liste Étiquette politique (partis et alliances) | Candidats (et remplaçants éventuels) |
| ----------------------------------------------- | --- | --- |
|                                                 | Pour une majorité de progrès avec le président de la République, liste d'union pour le Pas-de-Calais Parti socialiste - Mouvement des radicaux de gauche | 1. Roland Huguet (PS) 2. Guy Lengagne (PS) 3. Jean-Pierre Kucheida (PS) 4. Jacques Mellick (PS) 5. André Delehedde (PS) 6. Marcel Wacheux (PS) 7. Jean-Pierre Defontaine (MRG) 8. Dominique Dupilet (PS) 9. Claudette Grosse-Érouart (PS) 10. Claude Wilquin (PS) 11. Jean-Claude Bois (PS) 12. Lucien Pignion (PS) 13. Marie-Françoise Labit 14. Michel Sergent (PS) ————————————15. Jeanne Basset (PS) 16. Maurice Fleuet (MRG)                  |
|                                                 | Union pour le renouveau du Pas-de-Calais Rassemblement pour la République - Centre national des indépendants                                             | 1. Jean-Paul Delevoye (RPR) 2. Yvan Blot (RPR) 3. Jacques Hersant (CNI) 4. Étienne Édric (RPR) 5. Henri Ledieu (RPR) 6. Jean-Jacques Delvaux (RPR) 7. Gilbert Courtin (RPR) 8. Albert Doublet (RPR) 9. Brigitte de Prémont (RPR) 10. Maurice Keuroglanian (RPR) 11. Jean-Paul Marvallin (RPR) 12. Martine Couderc (RPR) 13. Jean-Claude Kasprowicz (RPR) 14. Pierre Auguste (RPR) ————————————15. Jean-Louis Richebé (RPR) 16. Charles Fosse (RPR) |
|                                                 | Liste PCF pour la défense des intérêts du Pas-de-Calais Parti communiste français                                                                        | 1. Rémy Auchedé 2. Jean-Jacques Barthe 3. Serge Galesne-Lallart 4. Maryse Roger-Coupin 5. Jean-Claude Danglot 6. Henri Tobo 7. Luc Jouret 8. Francis Defrance 9. Claude Vanzavelberg 10. Jean-Paul Decourcelles 11. Martial Stienne 12. Robert Guilmain 13. Auguste Dupont 14. Danièle Bray ————————————15. André Delcourt 16. Jacqueline Poly |
|                                                 | Liste UDF pour le Pas-de-Calais Union pour la démocratie française (Parti républicain - Centre des démocrates sociaux)                                   | 1. Philippe Vasseur (PR) 2. Jean-Marie Vanlerenberghe (CDS) 3. Jacqueline Hauchart 4. Louis Petit 5. Jean-Marie Calero 6. Daniel Delecourt 7. Albert Cassez 8. Jean-Claude Beauvillain 9. Marie-Thérèse Lenoir 10. Jean Dagouneau 11. Marc Lantoine 12. Micheline Haudeuille 13. Jacques Gobert 14. Bernard Delecour ————————————15. Gilbert Fichaux 16. Roger Poudonson                                                                           |
|                                                 | Union pour le Pas-de-Calais Divers droite | 1. Léonce Deprez (ex-PR) 2. Roger Pruvost 3. Jean Weppe 4. Michel Roger 5. Philippe Desort 6. Henri Puchois 7. Guy Laroche 8. Bertrand Platiau 9. Françoise Bernière 10. Emile Decroix 11. Jean-Marc Sergent 12. Jean-Pierre Leplus 13. Claude Diévart 14. Robert Siauve ————————————15. Irène Rybski-Kazmierczak 16. Jean-Marie Truffier |
|                                                 | Liste de Rassemblement national Front national | 1. François Porteu de La Morandière 2. Michel Nys 3. Thierry Agard 4. Luc Bernard 5. Annie Gricourt 6. Jacques Savary 7. Gérard Coulbeuf 8. Isabelle Mounier-Kuhn 9. Gérard Leleu 10. Christian Piérard 11. Raymond Demailly 12. Guy Molliens 13. Jacques Duval 14. Jacques Santune ————————————15. Pascale Flambry 16. Bernard Wambre |
|                                                 | Liste du Mouvement pour un parti des travailleurs Mouvement pour un parti des travailleurs                                                               | 1. Michel Schapman 2. Eugène Detœuf 3. Philippe Laurent 4. Claude Duvivier 5. François Fontaine 6. Jean-Paul Rozanes 7. Philippe Fryder 8. Denis Moulin 9. Christine Denis 10. Fernand Sandoval 11. Régine Sabathe 12. Jean-Luc Lesecque 13. Isabelle Laplace 14. Mariette Priem ————————————15. Florian Leroy 16. Frédérique Wojtyra |
|                                                 | Liste du Rassemblement indépendant Divers droite | 1. Guy Cannie 2. Bernard Agnieray 3. Véronique Timmerman 4. Michel Mordacq 5. Elisabeth Descostes 6. Jacques Lequien 7. Grégoire Solot 8. Dominique Delefosse-Marmuse 9. Henri Minet 10. Frédéric Pinchon 11. Daniel Pruvot 12. Elie Lemaire 13. Pierre Grave 14. Edmond Steu ————————————15. Maryse Barussaud 16. Monique Bourgain |
|                                                 | Liste Les Verts Pas-de-Calais-Ecologie Les Verts | 1. Robert Trouvilliez 2. Luc Blanckaert 3. Guy Delplanque 4. Jean-François Meurant 5. Robert Denduyver 6. Josée Carette-Guille 7. Jean Dey 8. Marc Thorel 9. Philippe Dôme 10. Yves Féron 11. Jacqueline Bolle 12. Simon Gorny 13. Didier Péro 14. Marc Delannoy ————————————15. Claude Lecocq 16. Jacqueline Istas |